# Christian Belleau
Christian Belleau (1956 - ) est un ténor québécois, d'abord autodidacte, puis formé par Jacques St-Jean, la basse Joseph Rouleau et les sopranos Marie Daveluy, Colette Boky et Johanne Desrosiers. Chauffeur d'autobus puis opérateur de métro à la société de transport de Montréal, il s'aperçoit qu'il a un talent naturel pour le chant.  Au milieu des années 1990, l'animateur de radio Serge Bélair le révèle au public. Il est invité à interpréter les hymnes nationaux lors d'un match des Canadiens de Montréal au Centre Bell. Il quitte en juin 2004 à 48 ans son emploi pour se consacrer au chant et entreprend un tournée des églises du Québec avec trois autres chanteurs lors de la tournée "Voix et Piano".

## Discographie
Christian Belleau compte trois albums à son actif,,.
- 2000: Ténorissimo! (Unigo UNICD-4218 [CD], UNI4-4218 [cassette])

- 2003 Classique
- 2003: Chanter